# Matice česká

Siegel

Matice česká war eine 1831 auf Initiative von František Palacký gegründete Gesellschaft. Sie befasste sich mit der wissenschaftlichen und aufklärerischen Tätigkeit auf dem Gebiet der Kunstgeschichte, Literaturgeschichte und dem Bibliothekarwesens.

## Geschichte
Der Verlagsfonds des Tschechischen Nationalmuseums wurde 1831 konstituiert, er rief ein Kuratorium für die Heranbildung der tschechischen Sprache und Literatur ins Leben. Dieses Kuratorium verwaltete auch den Geldfonds der Matice. 
Die Gründer, ausschließlich tschechische Patrioten, wollten die Bedeutung der tschechischen Sprache und Literatur fördern. Bis 1841 hieß der Fonds Schatzkammer für die Herausgebe tschechischer Bücher. Aus deren Mitteln wurden anfangs vor allem Werke des tschechischen Schrifttums der Jahre 1834 bis 1839 gefördert. Dazu gehörten zum Beispiel das Jungmannův Slovník (Jungmanns Tschechisch-Deutsches Wörterbuch) oder Slovanské starožitnosti von Pavel Jozef Šafárik. Seit 1832 erschien unter Finanzierung des Fonds die Museumszeitschrift Časopis Národního muzea, die heute noch herausgegeben wird. 
Als weitere Werke verlegten sie die Edition staročeská bibliotéka (Alttschechische Bibliothek), novočeská bibliotéka (Neutschechische Bibliothek), bibliotéka klasiků (Bibliothek der Klassiker) und domácí bibliotéka (Hausbibliothek). Darin enthalten waren Schriften von Viktorin Kornel ze Všehrd, J. Jan Amos Komenský, Josef Jungmann, Jan Svatopluk Presl, František Ladislav Čelakovský, Václav Vladivoj Tomek und 37 Dramen von Shakespeare in tschechischer Sprache. 
Seit 1866 war die Gesellschaft vom Museum unabhängig. Mit dem Auftreten weiterer tschechischer Verlage, vor allem nach 1848, sank die Bedeutung der Matice česká. In den einhundert Jahren seiner Existenz veröffentlichte der Fonds 194 Titel aus allen wissenschaftlichen Gebieten. 
1949 wurde die Gesellschaft aufgelöst. 1952 wurde das Verlegen von Büchern verboten und es drohte eine völlige Liquidation des Fonds. Die Rettung kam vom Freundeskreis des Tschechischen Museums, die den Mitgliedern immer wieder im Namen der Matice česká literaturwissenschaftliche Vorträge hielten. 1990, als die Gesellschaft des Nationalmuseums erneuert wurde, richtete man Matice als eine der Sektionen wieder ein.  
Heute erfüllt der Fonds die traditionelle wissenschaftliche Arbeit auf dem Feld der Kunstgeschichte, Literaturwissenschaften und Bibliothekswesens. Die Gesellschaft veranstaltet Vorträge und kulturelle Veranstaltungen. Veröffentlicht wird auch ein Verkündungsorgan Zpravodaj Matice české mit seiner Beilage Matiční listy. Die Gesellschaft kooperiert mit weiteren kulturellen Einrichtungen wie Matice slezská in Opava, Matice moravská in Brünn.